# St Botolph (Boston)

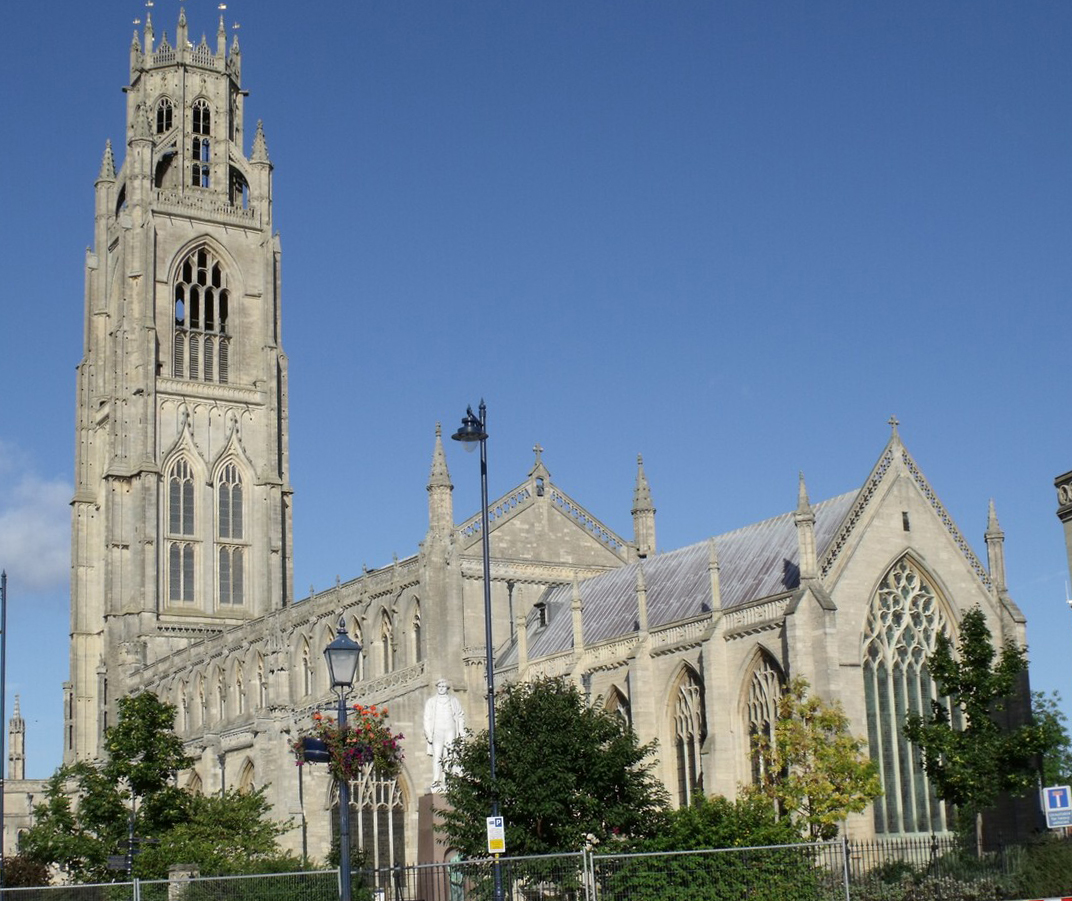
St Botolph, Boston, Lincolnshire, England

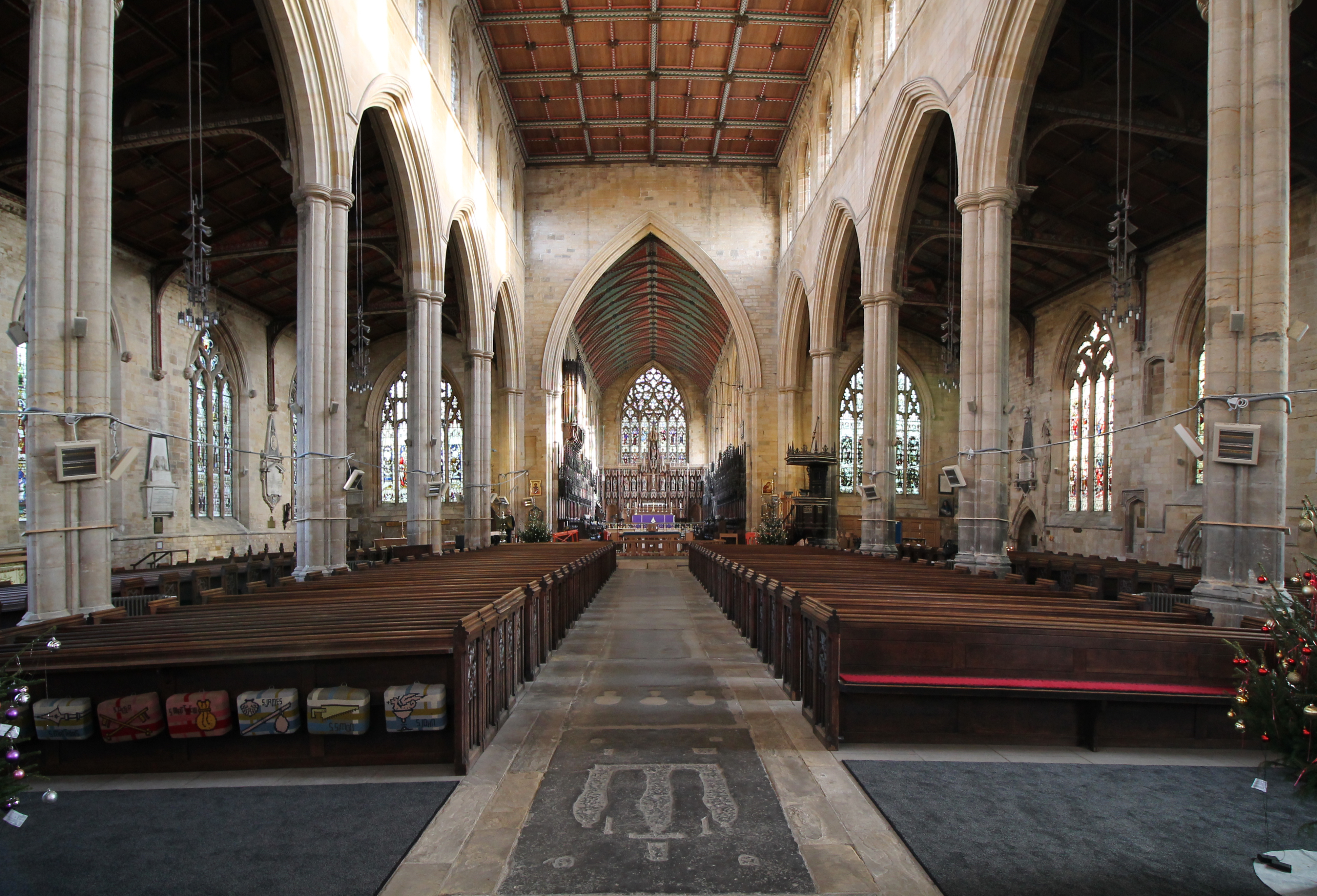
Innenansicht

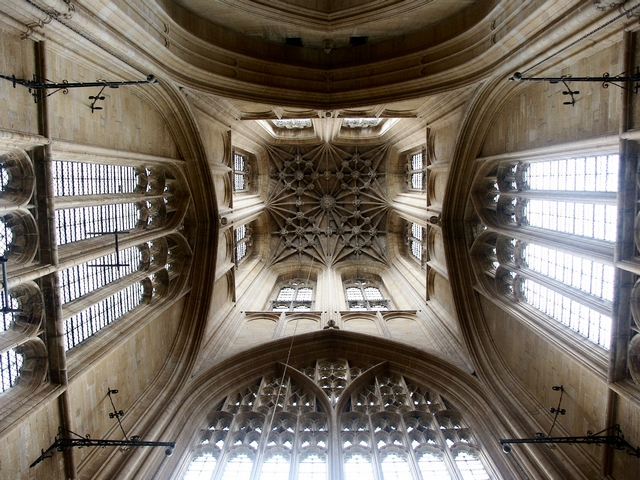
Blick in den Laternenturm

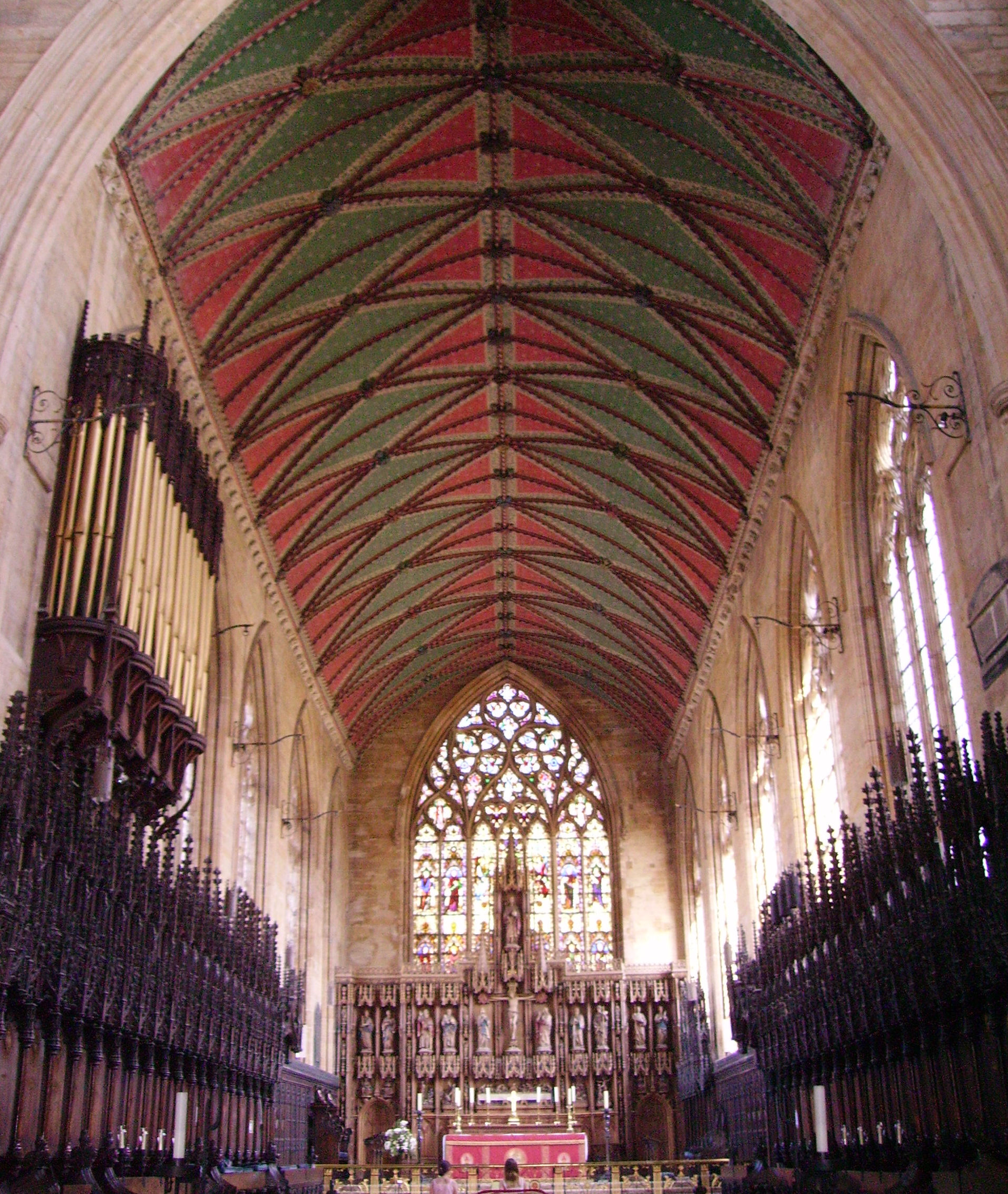
Blick durch den Chor mit Orgel (links) und Altarrückwand (reredos)

St Botolph in Boston (Lincolnshire) (offiziell St Botolph’s Church of the Parish of Boston) ist eine auch unter der Bezeichnung Boston Stump bekannte anglikanische Pfarrkirche der ostenglischen Stadt. Sie zeichnet sich durch ihren markanten Kirchturm aus, der auch „Leuchtturm der Fens“ (Lighthouse of the Fens) genannt wird. Die als Grade-I-Bauwerk eingetragene Kirche trägt das Patrozinium des hl. Botolph und ist Bestandteil des Major Churches Network.

## Lage
Die knapp 36.000 Einwohner zählende ostenglische Stadt Boston liegt ca. 180 km (Fahrtstrecke) nördlich von London bzw. 160 km südöstlich von York in einer Höhe von knapp 10 m. Die Stadt ist nur etwa 10 km (Luftlinie) von der Nordsee entfernt. Die Kirche liegt im Stadtzentrum.

## Geschichte
Die heutige Kirche hatte mindestens zwei Vorgänger, die jedoch beide zu klein wurden oder Bauschäden aufwiesen. Mit dem Bau der heutigen, nach dem hl. Botolph benannten, Kirche im Decorated Style wurde im Jahr 1309 unter dem Vikar John Truesdale begonnen; Chor und Langhaus waren um das Jahr 1390 vollständig ausgeführt. Der um 1450 begonnene Glockenturm im Perpendicular Style wurde erst zu Beginn des 16. Jahrhunderts vollendet. Im Jahr 1612 wurde die Kirche durch militante Puritaner beschädigt. 31 Jahre später erlitt sie erneute Schäden im Englischen Bürgerkrieg. Das Chorgewölbe wurde im 18. Jahrhundert neu errichtet, das Ostfenster im 19. Jahrhundert eingefügt. Eine größere Restaurierung fand in den Jahren zwischen 1851 und 1853 statt.

## Architektur
Das basilikal angelegte dreiteilige Kirchenschiff ist ca. 74 m lang und 32 m breit; es wird vom flach schließenden Chor mit dem Hochaltar im Osten abgeschlossen. Langhaus und Chor sind mit Holzdecken bzw. Holzgewölben versehen und durch einen Triumphbogen voneinander abgegrenzt. Der im Westen aufragende gut 81 m hohe Laternenturm besitzt in beinahe 42 m Höhe ein steinernes Netzgewölbe; mitsamt seiner achteckigen Laterne ist er einer der höchsten Fassadentürme ganz Englands. Er wurde zum Vorbild mehrere neugotischer Türme in den USA (z. B. der Riverside Church in New York City oder des Harkness Tower auf dem Campus der Yale University in New Haven, Connecticut).

## Ausstattung
- Das Chorgestühl mit 62 Miserikordien stammt aus dem Jahr 1390.
- Die Kanzel (pulpit) des nonkonformistischen Vikars John Cotton ist im Kirchenschiff erhalten.
- Eindrucksvoll sind die Wandgräber eines Ritters und einer adligen Frau aus dem 14. Jahrhundert.
- Die Bibliothek oberhalb des Portals besitzt 150 Drucke aus der Zeit vor 1600.
- Im 19. Jahrhundert wurden verschiedene Ausstattungsstücke hinzugefügt, darunter die reich beschnitzte Altarrückwand (reredos) sowie eine Tauffünte von Augustus Welby Northmore Pugin.
- Im Turm hängen 26 Glocken. 10 Glocken dienen dem Wechselläuten; 15 sind Carillon-Glocken.

- Die Orgel wurde von der Orgelbaufirma Harrison and Harrison erbaut. Das Instrument hat 41 Register auf drei Manualwerken und Pedal. Die Trakturen sind elektropneumatisch.[1]

| Pedalwerk C–f1 |                           |     |
| 01.            | Open Wood                 | 16′ |
| 02.            | Diapason (= Nr. 17)       | 16′ |
| 03.            | Dulciana (= Nr. 9)        | 16′ |
| 04.            | Sub Bass                  | 16′ |
| 05.            | Octave Wood (Ext. Nr. 1)0 | 08′ |
| 06.            | Flute (Ext. Nr. 4)        | 08′ |
| 07.            | Ophicleide                | 16′ |
| 08.            | Posaune (Ext. Nr. 7)      | 08′ |

| I Choir Organ C–a3 |                    |     |
| 09.                | Contra Dulciana    | 16′ |
| 10.                | Open Diapason      | 08′ |
| 11.                | Lieblich Gedeckt   | 08′ |
| 12.                | Viole d’Orchestre0 | 08′ |
| 13.                | Gemshorn           | 04′ |
| 14.                | Piccolo            | 02′ |
| 15.                | Orchestral Oboe    | 08′ |
| 16.                | Clarinet           | 08′ |
|                    | Tremulant          |     |

| II Great Organ C–a3 |                    |        |
| 17.                 | Double Diapason    | 16′    |
| 18.                 | Open Diapason I    | 08′    |
| 19.                 | Open Diapason II   | 08′    |
| 20.                 | Open Diapason III  | 08′    |
| 21.                 | Stopped Diapason 0 | 08′    |
| 22.                 | Hohl Flute         | 08′    |
| 23.                 | Octave             | 04′    |
| 24.                 | Wald Flute         | 04′    |
| 25.                 | Octave Quint       | 02 ⁄3′ |
| 26.                 | Super Octave       | 02′    |
| 27.                 | Mixture III        |        |
| 28.                 | Tromba             | 08′    |
| 29.                 | Octave Tromba      | 04′    |

| III Swell Organ C–a3 |                    |     |
| 30.                  | Violin Diapason    | 08′ |
| 31.                  | Lieblich Gedeckt 0 | 08′ |
| 32.                  | Echo Gamba         | 08′ |
| 33.                  | Voix Célestes      | 08′ |
| 34.                  | Principal          | 04′ |
| 35.                  | Lieblich Flute     | 04′ |
| 36.                  | Fifteenth          | 02′ |
| 37.                  | Mixture III        |     |
| 38.                  | Oboe               | 08′ |
|                      | Tremulant          |     |
| 39.                  | Double Trumpet     | 16′ |
| 40.                  | Trumpet            | 08′ |
| 41.                  | Clarion            | 04′ |